# Podradwanie
Podradwanie – część wsi Radwan, położonej w Polsce, w województwie małopolskim, w powiecie dąbrowskim, w gminie Szczucin.
W latach 1975–1998 miejscowość należała administracyjnie do województwa tarnowskiego.